# Mr. Brownstone
Mr. Brownstone är en låt av det amerikanska hårdrocksbandet Guns N' Roses. Låten, som är komponerad av Izzy Stradlin och Slash, finns på gruppens debutplatta Appetite for Destruction från 1987. Låten är 3 minuter och 49 sekunder lång och ligger som spår nummer 5. 
Mr. Brownstone är ett slangord för heroin och låten handlar om hur man tror att man kan ha kontroll över sitt heroinanvändande, men att man i själva verket är helt fast. En låtrad lyder: "I used to do a little, but a little wouldn't do, so the little got more and more".